# Synagogi Katowic

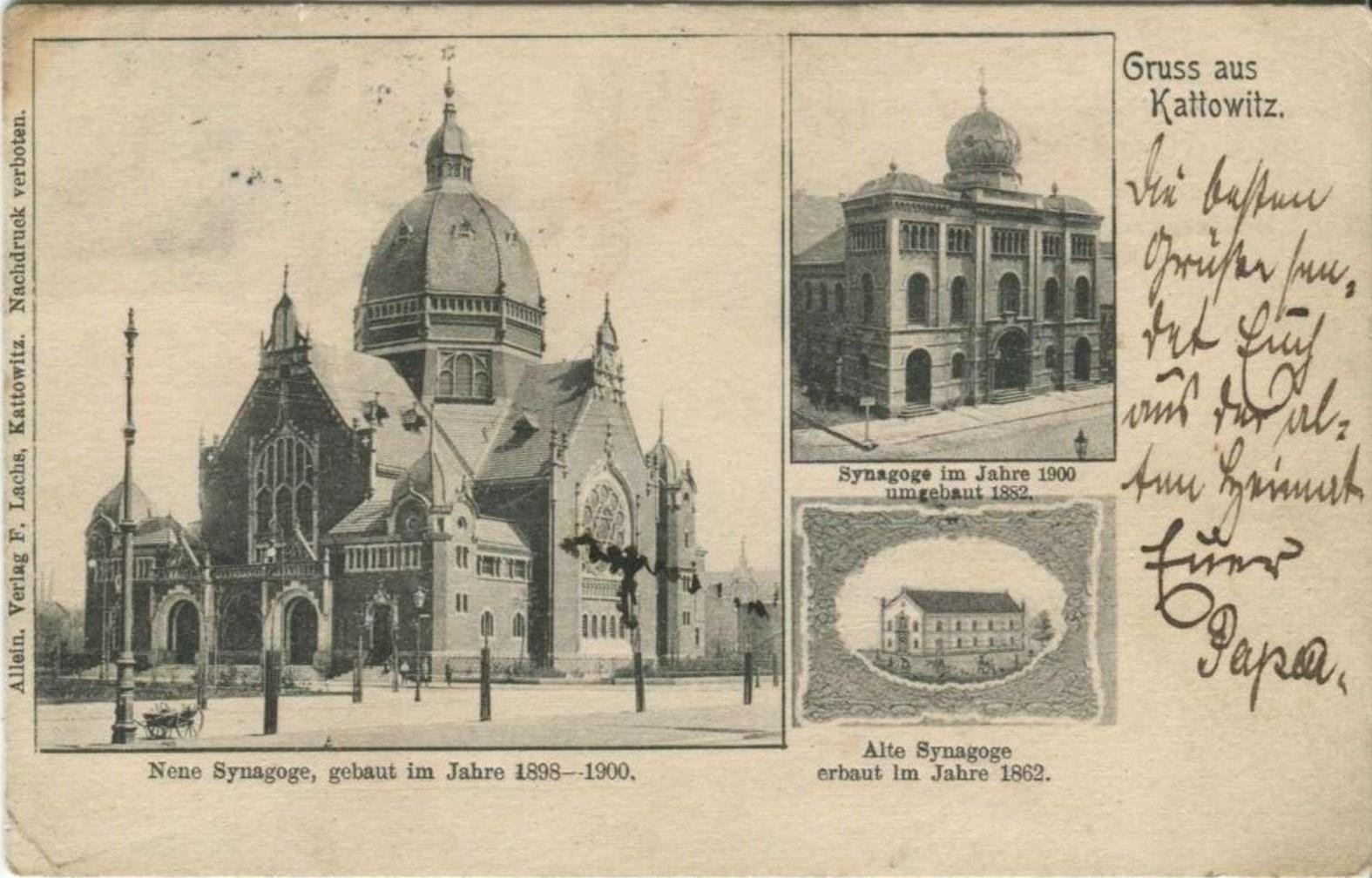
Katowickie synagogi: u góry po prawej Stara Synagoga po rozbudowie, po lewej Synagoga Wielka

W Katowicach w swojej historii funkcjonowało kilka synagog. Współcześnie czynna jest jedna, otwarta w marcu 2010 roku, będąca pod opieką Gminy Wyznaniowej Żydowska w Katowicach.
Czynne synagogi:
- Synagoga im. Chaskela Bessera w Katowicach (ul. 3 Maja 16)[3].

Nieistniejące synagogi:
- Stara Synagoga (róg ul. 3 Maja i ul. J. Słowackiego)[4],
- Synagoga Wielka (ul. A. Mickiewicza; pl. Synagogi)[5],
- Synagoga gminna (ul. Młyńska 13)[6].